# Korg Poly-800
Le Poly-800 est un synthétiseur hybride analogique/numérique conçu et distribué par la société japonaise Korg entre 1983 et 1987.

Son prix de vente à l'époque était particulièrement attractif : moins de 1 000 USD.
Deux versions se distinguent : celle de 1985 (Mk II) comporte un effet delay numérique au lieu du chorus de la version 1983, le séquenceur intégré pouvait mémoriser plus de notes et l'implémentation MIDI était plus avancée. Assez rare, il existait des Poly-800 avec touches inversées. Sa version rack est l'EX-800, au design assez différent (boîtier en acier, potentiomètres identiques à ceux du Korg Polysix), mais possédant les mêmes fonctionnalités que les Poly-800/800II.
Quoique différent de ses concurrents les Juno de Roland, le Poly-800 est capable de produire des sons typés analogiques assez intéressants grâce à ses deux oscillateurs par voix, notamment des « nappes » et des « cuivres », mais son aspect « calculatrice plastique », sa programmation par menu et ses mémoires très facilement effaçables (sauvegarde par piles et cassette) le rend très peu attrayant à l'usage.
Son principal défaut lié à son coût modeste : le filtre analogique n'est qu'à un seul exemplaire, ce qui limite les possibilités du jeu direct. Certains propriétaires n'hésitent pas à le modifier en ajoutant par exemple des contrôles par potentiomètre.
Le synthétiseur virtuel Poly-850 de Synapse Audio reproduit fidèlement la structure du Poly-800.

## Caractéristiques
- Polyphonie : 8 voix (4 en mode double)
- Oscillateurs  : 2 DCO par voix, dents de scie ou carré, ajout ou surpression d'harmoniques sur 4 octaves (16' à 2') de type pulse
- Générateur de bruit blanc
- LFO : sinus routable vers l'effet d'écho (Version Mk II), les DCO ou le filtre
- Filtre : 1 (24 dB/octave) passe-bas résonnant (référencé NJM2069)
- Enveloppes : 3 ADBSSR (numériques), 1 par DCO, 1 pour le filtre et l'amplificateur
- Clavier : 49 touches, non sensible à la vélocité
- Mémoires : 64 patches
- Séquenceur : 256 notes (version 1) ou 1 000 (version 2)
- Contrôles : MIDI IN/OUT, joystick réglable, afficheur LCD 6 chiffres
- Particularité : grâce à 2 picots et l'alimentation par piles, il est possible de porter ce clavier en bandoulière.
- Poids : 4,3 kg avec les piles
- Dimensions : 78 × 28,6 × 8,8 cm

## Utilisateurs
- Orbital
- Depeche Mode
- Jean Michel Jarre
- Jimi Tenor
- Suicide/Martin Rev
- Terry Poison
- Death in June
- Khooni Maut
- Les Joyaux de la Princesse

## Sources
- http://www.oldschool-sound.com